# Muizelmolen
De Muizelmolen is een stenen stellingmolen aan de Muizelstraat 150 in Hulste. Gebouwd in 1840 door Joannes Loncke op de plaats van een eerdere molen, nadat een buur het in 1817 door jaloezie in brand had gesticht.
De Muizelmolen, een ronde stenen molen, bevat twee maalstenen en een haverpletter voor het malen van koren. Het was een korenmolen en tot 1920 een oliemolen geweest.
De molen draaide voor het laatst koren in 1974. In 1994-95 werd het gerestaureerd. Naast het monument is er een restaurant.

## Geschiedenis
In 1799 werd een voorloper van de Muizelmolen gebouwd. Het was een standerdmolen op teerlingen. Deze werd in 1817 door een buurman uit jaloezie in brand gestoken. Een nieuwe standerdmolen werd gebouwd, nu op een gemetseld torenkot. De molen fungeerde zowel als graanmolen als oliemolen, maar in 1840 brandde hij af.
Vervolgens werd de huidige stenen molen gebouwd, welke aanvankelijk eveneens tevens als oliemolen dienst deed. De molen staat op het hoogste punt van Hulste, namelijk op de waterscheiding tussen Leie en Mandel.
De molen had een olieslagerij op de benedenverdieping. Op de eerste verdieping was de maalzolder waar het meel werd opgevangen. Op de tweede verdieping bevond zich de maalinrichting met de molenstenen.
De kollergang van de olieslagerij werd in 1920 verwijderd. In 1938 kwam er in een afzonderlijk gebouw een mechanische maalderij. Belangrijke werken werden in 1942 en 1949 uitgevoerd. Op 14 maart 1944 werd het erkend als monument.
In 1965 brak de as af, terwijl de molen volop draaide. Het wiekenkruis viel op de gaanderij. Pas in 1969 begon men met het herstel. In 1974 werd het bedrijf stilgelegd. Uiteindelijk werd de molen, in 1994 gerestaureerd en weer maalvaardig gemaakt. In 1995 op Monumentendag werd hij weer geopend voor het publiek.
De mechanische maalderij die naast de molen staat werd ook gerestaureerd. In deze maalderij werd een restaurant gevestigd.
- Inventaris van het Bouwkundig Erfgoed (Vlaanderen): 205462